# Александра Екстер
Александра Александровна Екстер (девојачко Григорович) (рус. Алекса́ндра Алекса́ндровна Эксте́р; Бјалисток, 18. јануар 1882 — Фонтне о Роз, 17. март 1949), позната и као Александра Екстер, била је руска и француска сликарка и дизајнерка. Била је наставница неколико уметника Париске школе као што су Абрахам Минчин, Исак Френкел Френел и филмски редитељи Григори Козинцев, Сергеј Јуткевич, између осталих.

## Биографија
Рођена је у Бјалистоку, у Гроднонској губернији Руског царства (сада Пољска) у богатој белоруској породици. Њен отац, Александар Григорович, био је богат белоруски бизнисмен. Мајка јој је била Гркиња.
Стекла је одлично приватно образовање, учила је језике, музику, уметност, и узимала је приватне часове цртања. Убрзо су се њени родитељи преселили у Кијев, а Асја је, како су звали њени пријатељи, похађала је Гимназију Свете Оље и Кијевску уметничку школу, где је учила са другим будућим звездама авангардног покрета Александром Бохомазовим и Александром Архипенком. Њени учитељи били су истакнути украјински сликар Никола Пимоненко. Дипломирала је сликарство на Кијевској уметничкој школи 1906.
Њен сликарски атеље у поткровљу у улици Фундуклиевскаиа 27, сада Улици Хмељницки, био је место окупљана кијевске интелектуалне елите. Године 1908. учествовала је на изложби заједно са члановима групе Звено (Линк) коју су у Кијеву организовали Давид Бурлиук, Владимир Бурлиук и други уметници.
У Паризу се упознала са Паблом Пикасом и Жоржом Браком, који су је упознали са Гертрудом Стајн.
Под именом Александра д'Екстер излагала а је шест радова у Salon de la Section d'Or, Galerie La Boétie, Париз, октобра 1912, са Жаном Мецингером, Албертом Глеизом, Марселом Дишаном и другима.
Запажена је као супрематистички и конструктивистички сликар, као и велики утицај на покрет Ар Деко.
Године 1919, заједно са другим авангардним уметницима Климентом Редком и Нином Генке-Мелер, украшавала је улице и тргове Кијева и Одесе у апстрактном стилу за Револуционарне свечаности. Радила је са Вадимом Мелером као костимограф у балетском студију плесачице Брониславе Нижинске. Један од њених ученика у атељеу у Одеси био је Исак Френкел Френел, који ће касније постати сликар париске школе.
Године 1921. постала је директор основног курса боја на Вишој уметничко-техничкој радионици (VKhUTEMAS) у Москви, где је била до 1924. Њен рад је приказан поред радова других конструктивистичких уметника на изложби 5х5=25 одржаној у Москви 1921.
Током протеклих неколико деценија, њена репутација је драматично порасла, као и цене њених радова. Као последица тога, неколико фалсификата се појавило на тржишту последњих година.

## Галерија
- Женске фигуре, 1910.
- Париски градски пејзаж, 1912.
- Мртва природа, 1913.
- Венеција, 1915.
- Мртва природа са јајима, 1915.
- Град увече, 1919.